# ウィレム・ブロイカー
ウィレム・ブロイカー（Willem Breuker、1944年11月4日 - 2010年7月23日、アムステルダム生没）は、オランダのジャズ・バンド・リーダー、作曲家、編曲家、サックス奏者にして、（バス）クラリネット奏者である。

## 略歴

### 初期
1960年代中頃、彼はパーカッショニストのハン・ベニンクと、ピアニストのミシャ・メンゲルベルクと共演し、「Instant Composers Pool」（ICP）を共同で設立して、1973年まで定期的に演奏を行った。ブロイカーはグローブ・ユニティ・オーケストラ、及びギュンター・ハンペル・グループのメンバーだった。

### ウィレム・ブロイカー・コレクティフ
1974年、10人編成のウィレム・ブロイカー・コレクティフ (Willem Breuker Kollektief)の指揮を取り始めた。演劇やボードビルから要素を引き出し、演劇的なものをはじめ型破りな方法を使ってジャズでパフォーマンスを行った。グループと共に、西ヨーロッパ、ロシア、オーストラリア、インド、中国、日本、米国、およびカナダをツアーした。
ブロイカーはクルト・ヴァイルの音楽の権威としても知られていた。1997年、彼はキャリー・ド・スワンとともに、ヴァイルの生涯に関して48時間にわたって放送する12部構成のラジオ・ドキュメンタリー番組「コンポニスト・クルト・ヴァイル」を制作した。

### キャリアのハイライト
1974年、彼はレコード・レーベル「BVHaast」を設立した。また、1977年に始まり、アムステルダムで毎年恒例となった「Klap op de Vuurpijl（Top It All）フェスティバル」を開催した。運営していた「Haast Music Publishers」からは楽譜を発表した。
1992年、Editions de Limonは、J. BuzelinとF. Buzelinによって書かれた伝記『ウィレム・ブロイカー』をフランスで出版した。Uitgeverij Walburg Persが、1994年にオランダ語の翻訳を出版している。BVHaastは、1999年に2枚のCDを含む『Willem Breuker Kollektief：Celebrating 25 Years on the Road』を出版した。
1998年、ブロイカーは、オランダ・ライオン勲章を授与された。

### 死去
ウィレム・ブロイカーは、2010年7月23日にアムステルダムで亡くなった。彼は肺癌に苦しみ、長いこと病気を患っていた。